# Крістін Фернандо
Крістін Фернандо Медіансліг (нар. 7 серпня 1982) — ланкіський футболіст, захисник.

## Клубна кар'єра
З 2004 по 2006 рік виступав у клубі «Джупітерс».

## Кар'єра в збірній
З 2003 по 2004 рік Крістін Фернандо викликався до національної збірної Шрі-Ланки. Зіграв 4 матчі, забитими м'ячами не відзначився. Виходив на поле в матчах кваліфікації чемпіонату світу 2006 року, в яких Шрі-Ланка поступилася Лаосу та Туркменістану.